# Battaglia di palle di neve

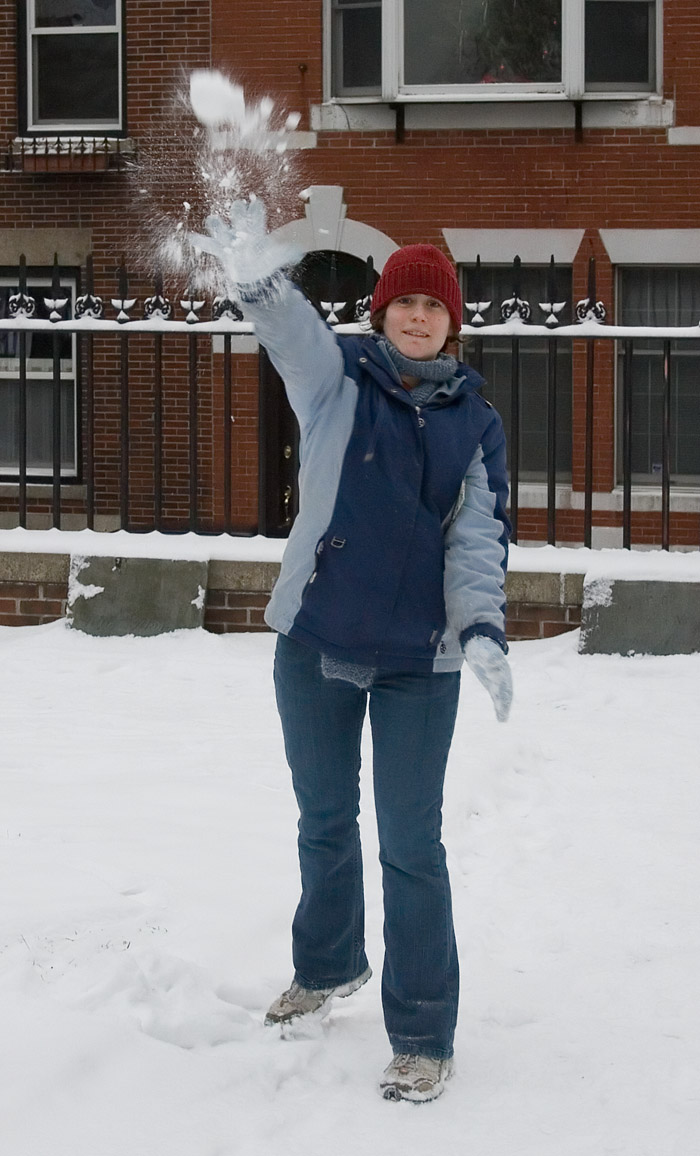
Il lancio di una palla di neve

Una battaglia di palle di neve è un gioco fisico, spesso praticato all'aperto tra giovani, in cui vengono lanciate palle di neve appena fatte con l'intenzione di colpire qualcuno. Questo gioco è simile al dodgeball, anche se è meno organizzato. Ovviamente quest'attività può essere svolta principalmente quando c'è abbastanza neve, più spesso durante i mesi invernali.
Oggigiorno, l'attività è molto diffusa nei paesi occidentali. Di solito il gioco prevede che due squadre si affrontino simulando un combattimento. Le battaglie di palle di neve sono spesso praticate dai bambini, ma a volte anche gli adulti cadono sotto il fascino di questo gioco. Le battaglie di palle di neve moderne non hanno un vero e proprio regolamento ufficiale, per questo può essere definito solo come gioco e forma di intrattenimento giovanile, non come sport. L'equipaggiamento per una battaglia di palle di neve è costituito da indumenti resistenti al freddo e guanti, ma nessuno dei due è obbligatorio. In genere non c'è un vincitore o un perdente dall'inizio fino a quando tutti i partecipanti non hanno più intenzione di continuare o il tempo non glielo consente più.
Questi combattimenti solitamente si svolgono durante l'inverno nelle zone fredde. Possono nascere da una piccola discussione, da uno scherzo o semplicemente come un momento di intrattenimento quando non c'è niente di importante da fare.

## Regole specifiche

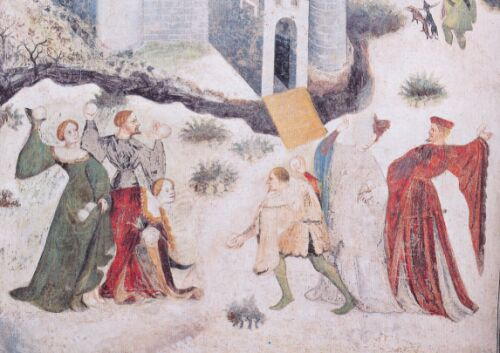
Affresco quattrocentesco del Castello del Buonconsiglio, a Trento, raffigurante una battaglia a palle di neve.

Sebbene generalmente molto disorganizzate, le battaglie di palle di neve vengono giocate per puro divertimento e non hanno regole rigide. Hanno generalmente queste caratteristiche:
- C'è una rozza formazione delle squadre, formate essenzialmente da due gruppi che si sfidano.
- Coloro che sono coinvolti nella battaglia spesso non si comportano con cattiveria; un partecipante (normalmente) non viene attaccato da un'ondata di palle di neve.
- Il contatto fisico è ridotto al minimo, fatta eccezione per qualche leggera colluttazione.
- A differenza di altre forme di lotta, di solito non c'è alcun infortunio o conseguenza, a parte un raffreddore.
- E' consentito costruire delle fortezze di neve, che vengono utilizzate a scopo di protezione.
- Quando l'altra squadra è stata colpita da un numero sufficiente di palle di neve e si ritrova in forte inferiorità numerica, la squadra perdente solitamente si arrende volontariamente.

## Codice etico
Poiché si tratta di un gioco per bambini e il cui unico scopo è divertirsi, tutti partono dal principio di non farsi del male a vicenda. Per questo motivo, di solito si evitano i colpi diretti al viso, prendendo di mira il resto del corpo.

## Le più grandi battaglie di neve

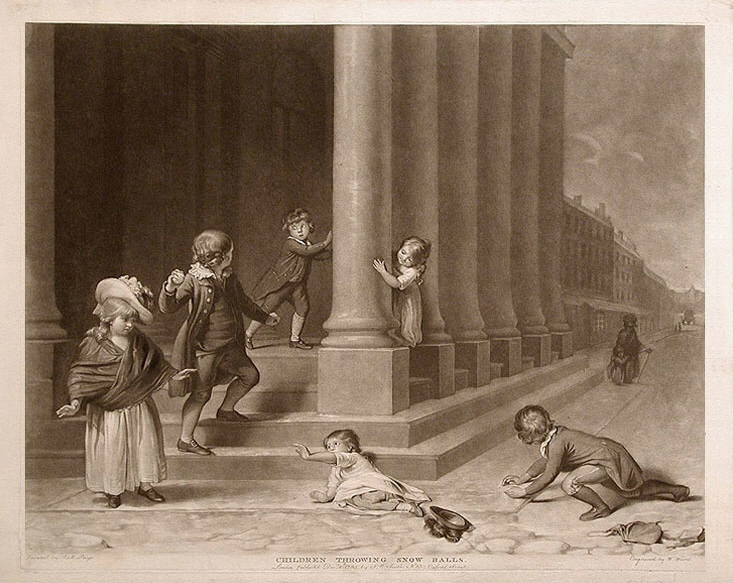
Bambini europei giocano con la neve, 1785

L'8 febbraio 2013 quasi 2500 studenti dell'università di Boston presero parte ad una battaglia sul lungomare di Boston, facilitati anche dalla storica tormenta di neve Nemo.
Il 12 gennaio 2013, a Seattle, durante il Seattle's snow day, 5834 persone presero parte alla più grande battaglia di neve, entrando nel Guinness dei primati.
Il 22 gennaio 2010 a Taebaek, in Corea del Sud, 5387 persone parteciparono da una battaglia.
Secondo alcuni studi di alcuni studenti dell'università della Pennsylvania, la capitale mondiale delle battaglie con le palle di neve è Lovanio, in Belgio.
Il 6 febbraio 2010 circa 2000 persone si incontrarono a Washington per una battaglia organizzata tramite internet dopo i circa 61 centimetri caduti tra il 5 e il 6 febbraio. L'evento fu promulgato via Facebook e Twitter. Alla fine circa una dozzina di auto della polizia furono posizionate vicino al luogo della battaglia. Non furono riportati danni gravi.
Il 9 dicembre 2009, una folla stimata di circa 4000 studenti dell'Università del Wisconsin-Madison parteciparono ad una battaglia organizzata su Bascom Hill. Ci furono parecchi danni, come nasi rotti, atti di vandalismo e cibo rubato.
Durante la Guerra civile americana, il 29 gennaio 1863, ebbe luogo la più grande battaglia di neve tra soldati, lungo il fiume Rappahannock, nel nord della Virginia. Quello che iniziò come un semplice gioco tra poche centinaia di uomini texani che buttavano palle di neve verso i loro compagni di campo dell'Arkansas si evolse presto in una rissa che coinvolse circa 9000 soldati dell'armata della Virginia.

## Problemi nei luoghi pubblici
In molte scuole e parchi del mondo, è contro la legge iniziare una battaglia di palle di neve. Il problema sorge dal momento che alcune palle di neve potrebbero contenere al loro interno pezzi di ghiaccio o pietra, che potrebbero seriamente far male alle persone e far arrestare per aggressione la persona che ha gettato la palla.
In Norvegia, le battaglie di palle di neve sono considerate una violazione delle regole nella maggior parte delle scuole norvegesi, per paura che i sassi nelle palle di neve possano colpire una persona in faccia e causare lesioni agli occhi che, nel peggiore dei casi, possono portare alla cecità.